# Handelsappellationsgericht Nürnberg
Das Handelsappellationsgericht Nürnberg war ein Handelsgericht zweiter Instanz in Nürnberg.

## Geschichte
In Folge des Rheinbundes wurde die Reichsstadt Nürnberg 1806 mediatisiert und Teil des Königreichs Bayern. In der Verordnung, die Organisation der Handelsgerichte erster und zweiter Instanz in Nürnberg betreffend vom 18. Mai 1809 wurde die Organisation der Handelsgerichte in Nürnberg neu geregelt. Das Merkantil-Friedens- und Schiedsgericht sowie das Handelsgericht Nürnberg blieben bestehen. Als Gericht zweiter Instanz entstand das Handelsappellationsgericht Nürnberg neu. Bisher diente das Stadtgericht Nürnberg als Appellationsinstanz in handelsrechtlichen Verfahren.
Am 11. September 1825 wurde das neue Wechselrecht und eine Wechselgerichtsordnung für Bayern erlassen. Es galt nicht für die linksrheinischen Teile und nicht für die rechtsrheinischen ehemals preußischen Teile Bayerns: Dort waren Handelssachen den ordentlichen Gerichten zugewiesen. Als Gerichte zweiter Instanz dienten nun Wechselappellationsgerichte in München, Ansbach, Augsburg, Bamberg und Würzburg. Für Nürnberg übernahm das Handelsappellationsgericht Nürnberg die gleiche Funktion, behielt aber seinen Namen.
Mit dem Gerichtsverfassungsgericht vom 1. Juli 1856 wurden die Wechselappellationsgerichte (einschließlich dem Handelsappellationsgericht Nürnberg) den Bezirksgerichten angegliedert. Die richterlichen Mitglieder waren Richter der Bezirksgerichte, ihnen waren Assessoren aus dem Kaufmannsstand beigeordnet. Die Wechselappellationsgerichte führten aber eigene Titel und Siegel.
Als zum 1. Juli 1862 das Allgemeine Deutsche Handelsgesetzbuch in Kraft trat, wurde das Handelsappellationsgerichtes Nürnberg das alleiniges Handelsappellationsgericht für die rechtsrheinischen Teile von Bayern. Ihm waren nun folgende Handelsgerichte nachgeordnet: Handelsgericht München rechts der Isar, München links der Isar, Landshut, Passau, Amberg, Regensburg, Bamberg, Bayreuth, Hof, Ansbach, Fürth, Nürnberg, Aschaffenburg, Schweinfurt, Würzburg, Augsburg, Kempten und Memmingen.
Zum 1. Januar 1871 wurden drei Handelsappellationsgerichte eingerichtet. Neu entstanden das Handelsappellationsgericht Augsburg für Schwaben, das Handelsappellationsgericht München für Ober- und Niederbayern. Das Handelsappellationsgericht Nürnberg war nun nur noch für die Handelsgerichte Amberg, Regensburg, Bamberg, Bayreuth, Hof, Ansbach, Fürth, Nürnberg, Aschaffenburg, Schweinfurt und Würzburg zuständig.
Mit den Reichsjustizgesetzen wurde die Handelsgerichtsbarkeit 1879 aufgehoben und Handelssachen an die ordentlichen Gerichte verwiesen. Damit wurde auch das Handelsappellationsgericht Nürnberg aufgehoben.